# Fulbert van Sint-Stevens-Woluwe
Fulbert van Sint-Stevens-Woluwe (Sint-Stevens-Woluwe ?) was bisschop van Atrecht en Kamerijk tussen 933 en 956.
Hij was de eerste bisschop van Kamerijk die nauwe banden wist te smeden met de koning van Duitsland. Onder Fulbert verkreeg Kamerijk in 948 stadsrechten van de hertog van Saksen. In ruil voor deze rechten koos Fulbert tijdens de Universele Synode van Ingelheim in 948 het kamp van Otto I de Grote, maar moest in datzelfde jaar eveneens relikwieën van het bisdom Kamerijk afstaan aan de Dom van Maagdenburg.  
Als rasechte diplomaat en in zijn functie van bisschop van Atrecht onderhield Fulbert eveneens goede relaties met de graaf van Vlaanderen, waaronder het bisdom Atrecht ressorteerde. 
Fulbert wordt vooral herinnerd als prelaat van de bisdommen Atrecht en Kamerijk en in veel opzichten was zijn episcopaat een voorbode van dat van Gerard I van Kamerijk (1012-1051).